# Cees Botermans

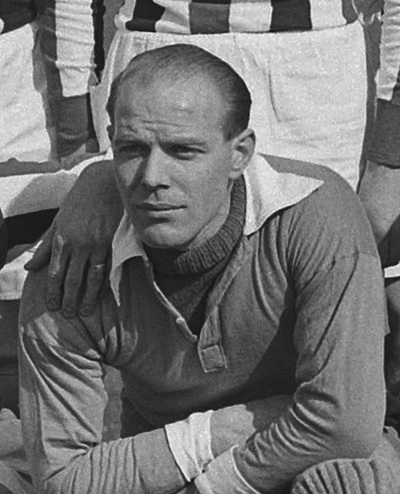

Cees Botermans (22 februari 1919 - 25 december 2005) was een Nederlands voetbalkeeper die tijdens 169 wedstrijden (1947 - 1953) het doel van Willem II bewaakte. Hij werd in 1951/52 landskampioen met de Tilburgse club.
Botermans werd in 1947 door Willem II overgenomen van stadgenoot NOAD om Henk Mes op te volgen. Met de Tricolores werd hij als eerste keus onder de lat in 1950/51 kampioen in de eerste klasse. Het jaar daarop volgde de landstitel. Bij de overstap naar het betaald voetbal volgde Chris Feijt Botermans op in de goal van de Tilburgers.
Botermans overleed op 86-jarige leeftijd